# Castell de l'Albà
El castell de l'Albà és un castell enrunat del municipi d'Aiguamúrcia. És un monument protegit com a bé cultural d'interès nacional.

## Descripció
Notables ruïnes a l'Albà vell. Murs trossejats amb aparell del segle xi.
"Tot són pedres caigudes o amuntegades i parets diformes. Només l'església alça els quatre murs que la formaven. Els esbarzers ho envaeixen tot i les mates habiten allò que abans era cobert pels sostres. Un color de vellúria daura les pedres abandonades. "(Iglésies-Santasusagna).

## Història
Un vell document (del 977 o 978), es refereix al conveni llavors establert entre el bisbe de Barcelona i Guitard "de Mureden", amb l'aprovació del comte Borrell, pel "castro de Albano", el qual Guitard tindrà pel bisbe barceloní.
Es pot apreciar a través de documentació vària, que aquest sector ha constituït al llarg dels anys, un límit del bisbat de Barcelona. En el segle xi, el perill de les incursions sarraïnes hi era expressat. La qüestió dels límits va produir sovint disputes amb el veïnatge.
Al segle xii, s'observa el llinatge Albà referit al castell, sense que es deixi de copsar la senyoria eclesiàstica.
Albà com a cognom, es torna Salbà (de s'Albà); així, al segle xiv la família Salbà estava vinculada amb la Bisbal del Penedès. Per parentiu, sembla que el castell "de Salba" que pertanyia als Albà o Salbà era "d'en Bertran de Gallifa" tal com apareix en el fogatjament de 1365-1370.
Quan es van extingir els senyorius, Albà pertanyia al marquès de la Manresana, pel tràmit familiar.